# Real Tamale United
Le Real Tamale United est un club ghanéen de football basé à Tamale.

## Palmarès
- Coupe du Ghana
  - Finaliste : 1981, 1986, 1998

## Anciens joueurs
- Abedi Pelé